# Wu Yiwen
Wu Yiwen –en chino, 吴怡文– (Shanghái, 13 de noviembre de 1986) es una deportista china que compitió en natación sincronizada.
Participó en los Juegos Olímpicos de Londres 2012, obteniendo una medalla de plata en la prueba de equipo. Ganó seis medallas en el Campeonato Mundial de Natación, en los años 2009 y 2011.

## Palmarés internacional
| Juegos Olímpicos   | Juegos Olímpicos      | Juegos Olímpicos  | Juegos Olímpicos  |
| Año                | Lugar                 | Medalla           | Prueba            |
| ------------------ | --------------------- | ----------------- | ----------------- |
| 2012               | Londres (Reino Unido) | Medalla de plata  | Equipo            |
| Campeonato Mundial |                       |                   |                   |
| Año                | Lugar                 | Medalla           | Prueba            |
| 2009               | Roma (Italia)         | Medalla de plata  | Combinación libre |
| 2009               | Roma (Italia)         | Medalla de bronce | Equipo técnico    |
| 2009               | Roma (Italia)         | Medalla de bronce | Equipo libre      |
| 2011               | Shanghái (China)      | Medalla de plata  | Dúo técnico       |
| 2011               | Shanghái (China)      | Medalla de plata  | Equipo técnico    |
| 2011               | Shanghái (China)      | Medalla de plata  | Equipo libre      |
| 2011               | Shanghái (China)      | Medalla de plata  | Combinación libre |